# Paul De Meester
Paul Jozef August baron De Meester (Antwerpen, 15 april 1935 - Huldenberg, 26 januari 2024) was een Belgisch burgerlijk ingenieur, bestuurder en hoogleraar aan de Katholieke Universiteit Leuven.

## Biografie
Paul De Meester studeerde af als burgerlijk metaalkundig ingenieur aan de Katholieke Universiteit Leuven. Tijdens zijn studententijd was hij voorzitter van de Vlaamse Technische Kring (VTK), lid van de Kringraad en lid van het internationale studentencomité voor Expo 58. Aan de Universiteit van Pennsylvania in de Verenigde Staten behaalde hij een Master of Science. Van 1959 tot 1965 werkte hij bij het Studiecentrum voor kernenergie (SKC) in Mol, waar hij tevens promoveerde tot doctor.
Op verzoek van André Deruyttere ging hij in 1965 aan de slag bij de KU Leuven, waar hij de richting nucleaire energie startte. Aan de Leuvense universiteit was hij een van de eerste docenten die niet in twee talen lesgaf. De Meester was een voorstander van Leuven Vlaams. In 1967 werd hij tevens academisch secretaris van de faculteit Toegepaste Wetenschappen, in 1975 decaan van deze faculteit en in 1981 groepsvoorzitter Exacte Wetenschappen. In 1981 en 1985 was De Meester kandidaat om rector van de KU Leuven te worden, maar verloor de rectorverkiezingen van respectievelijk Pieter De Somer en Roger Dillemans. In 2000 ging hij op emeritaat. Hij doceerde tevens aan de Ufsia in Antwerpen en diens opvolger, de Universiteit Antwerpen. Hj was tevens voorzitter van het Wetenschappelijk Comité voor de Intellectuele Rechten en het interfacultair comité Wetenschap, techniek en ethiek.
De Meester was tevens:
- voorzitter van de bedrijven Belgische Betonmaatschappij (1985-2002)[3] en Crest Energy,
- voorzitter van de aannemersvereniging ADEB,
- voorzitter van de Stichting van de Onderneming,
- voorzitter van de Europese commissie voor hernieuwbare energie,
- voorzitter van de Koninklijke Vlaamse Ingenieursvereniging (KVIV),
- voorzitter van de Cercle de Lorraine,
- voorzitter van de Leuvense Universitaire Aero-club (LUAC),
- voorzitter van de Vlaamse Zweefvlieg Academie (VZA),
- ondervoorzitter van het Verbond van Belgische Ondernemingen (VBO),
- ondervoorzitter van de Nationale Confederatie van het Bouwbedrijf (NCB),
- ondervoorzitter van het Nationaal Instituut voor Radio-elementen (IRE),
- ondervoorzitter van de Vereniging van de Adel van het Koninkrijk België (VAKB),
- bestuurder van de Bank Brussel Lambert en commissaris van de ING Groep,[1]
- bestuurder van de bedrijven AIB-Vinçotte, Asphales, Barco, Etex, Interbrew/InBev, SEMA en Tessenderlo Chemie,[4][5]
- bestuurder van het Centrum voor Ondersteuning van digitale Innovatie,
- bestuurder van de Hoge Raad voor Diamant,
- bestuurder van de Internationale Kamer van Koophandel en voorzitter van de Belgische afdeling,
- bestuurder en lid van de adviesraad van de Francqui-Stichting,
- bestuurder van het Regionaal Ziekenhuis Heilig Hart in Leuven,[4]
- bestuurder van het kamerorkest I Fiamminghi.
- auteur van enkele boeken zoals 'Energie en Milieu' (1983) en 'Kernenergie, nee bedankt, ja graag' (1985)

## Eerbetoon
De Meester was:
- Ridder in de Kroonorde,
- Commandant in de Leopoldsorde,
- Commandant in de Orde van Leopold II,
- Grootofficier in de Kroonorde,
- Officier in de Orde van Oranje-Nassau,
- lid van de Koninklijke Academie voor Overzeese Wetenschappen,
- lid van de Academia Europaea,
- erelid van het International Committee for Non-destructive Testing (ICNDT),
- Eredeken van de Arbeid,
- ereluitenant-kolonel territoriale liaison provincie Brabant.

In 1991 werd De Meester in de erfelijke adel opgenomen met de persoonlijke titel baron.